# Xanthorhoe tannuensis
Xanthorhoe tannuensis là một loài bướm đêm trong họ Geometridae.